# World Cup 98
World Cup 98 (in Europa bekend als FIFA Wereldbeker 98) is het eerste officiële FIFA Wereldbeker-spel ontwikkeld door EA Sports in 1997. De WK-wedstrijden, die in 2D waren en een overzicht in vogelvlucht toonden, gebruikten Wereldbeker 98 daarentegen een 3D-engine met DirectX voor de pc-versie. Nauwkeurige nationale teamkits werden gemaakt met logo's (van kits) en officiële merchandise. De game-engine is gebaseerd op die van FIFA: Road to World Cup 98, hoewel het een aantal kleine verbeteringen in de gameplay bevat op gebieden zoals strategie en veranderende positionering. De speelbare teams in de vriendschappelijke modus omvatten ook verschillende landen die niet in aanmerking kwamen voor de finale. World Cup 98 werd uitgebracht voor Windows, PlayStation, Nintendo 64 en de Game Boy.

## Spelmodus
Het belangrijkste kenmerk van het spel is het World Cup-toernooi zelf, waarbij de speler ofwel de feitelijke groepen gebruikt in de finale, ofwel groepen samengesteld uit een willekeurige selectie van de opgenomen teams. Elke wedstrijd vindt plaats in een recreatie van de locatie waar het werd gespeeld in het eigenlijke toernooi. Net als in het echte toernooi gaan groepswedstrijden niet naar extra tijd of naar strafschoppen, maar knock-outwedstrijden wel.
Het spel werd uitgebracht voorafgaand aan het Wereldkampioenschap van 1998 en daarom zijn de resultaten tussen de CPU-teams niet gebaseerd op de resultaten van het eigenlijke toernooi. Aan het einde van elke wedstrijd toont een bijschrift de man van de wedstrijd (Player of the match) en, indien van toepassing, een bijschrift voor een clean sheet. Aan het einde van de 'World Cup'-gamemodus tonen de onderschriften de winnaar van de 'Gouden Schoen'. Deze wordt toegekend aan de speler met de meest gescoorde doelpunten tijdens het toernooi. Daarnaast wordt er ook een winnaar van de FIFA Fair Play Award uitgeroepen in het spel. Beide prijzen worden ook weggegeven in het echte Wereldkampioenschap voetbal.
Het is ook mogelijk om vriendschappelijke wedstrijden te spelen tussen elk van de teams die deel uitmaken van het spel. Aan het einde van een gelijkspel kan de speler kiezen om de wedstrijd als een gelijkspel te beëindigen, extra tijd te spelen met de gouden doelregel, of deel te nemen aan een strafschoppenserie.
Net als in FIFA 98 kunnen nationale squadrons worden aangepast om de spelers van het echte toernooi te weerspiegelen door spelers uit een reservespool op te nemen in de optie "Aanpassen".
In de modus 'Wereldbeker Klassiekers' kan de speler vijftien klassieke FIFA Wereldbekerwedstrijden spelen. De wedstrijd van 1982 wordt ontgrendeld door de 'Wereldbeker'-modus te winnen en door elk ontgrendeld spel te voltooien, wordt het volgende ontgrendeld in de onderstaande volgorde. De 'World Cup Classics'-modus bevat accurate periode-teamkits (behalve voor de keepers), haarstijlen en namen, en commentaar voor deze modus werd alleen verstrekt door Kenneth Wolstenholme, de commentator van de BBC tijdens de FIFA World Cup van 1966 en 1970. Voor de wedstrijden van de Wereldbekerfinale in 1966, 1954 en 1950 in deze modus zijn de afbeeldingen in zwart-wit, zoals ze toen op televisie werden getoond. De wedstrijden uit 1938 en 1930 worden getoond met sepia-toon graphics. In wedstrijden die plaatsvonden voorafgaand aan de introductie van vervangingen, is het niet mogelijk om een speler te veranderen tijdens de wedstrijd (dit geldt echter ook voor de finale van 1970, waarbij vervangingen de regel werden). Andere historische onnauwkeurigheden zijn kaarten die vóór 1970 aan spelers in wedstrijden werden toegekend en het gebruik van bruine lederen ballen voor wedstrijden vanaf 1970, in plaats van ballen zoals de Adidas Telstar (voor 1970 en 1974) en de Adidas Tango España (voor 1982).
Het spel bevat elk team dat zich heeft gekwalificeerd voor de FIFA World Cup van 1998, evenals acht anderen die dat niet deden.